# 엘 문도 데포르티보

로고

엘 문도 데포르티보(스페인어: El Mundo Deportivo)는 스페인의 스포츠 신문이다.